# Ксенжопольский, Антон Владиславович
Ксенжопольский Антон (Антони-Мариян) Владиславович (26 июня 1877 — 29 июля 1939) — польско-российский зоолог, энтомолог и териолог родом с Украины, юрист по основному роду занятий. Коллекционер бабочек.

## Биография
Родился в Житомире, в доме № 39 по улице Большой Бердичевской. В 1896 году окончил Житомирскую классическую гимназию и поступил на отделение права Киевского университета. После получения диплома в 1902 году работал адвокатом в Житомире. С 1913 года начал работать в Волынской губернской земской управе на должности специалиста-энтомолога. Был инспектором и руководителем ряда комиссий. В 1915 году назначен заведующим энтомологического бюро, фактически — губернским энтомологом. В 1918 году входит в попечительский совет Волынского музея, становится также заведующим зоологического отделения этого музея. С 1922 года эмигрировал в Польшу. Работал судьей мирового и окружного суда в городе Замость. В 1932 году переехал в Люблин, где исполнял обязанности нотариуса в судах. Умер 29 июля 1939 года.

## Энтомологическая и просветительская деятельность
Был членом Общества исследователей Волыни. С 1909 года член Русского энтомологического общества и Общества любителей природы в Варшаве. В том же году вступил в акционерное общество «Бюро Натуралист» в Киеве, которое поставляло учебные принадлежности для занятий по естествознанию. Занимался созданием при этом обществе дочернего предприятия, которое должно было заниматься торговлей и обменом лепидоптерологического коллекционного материала. Во время работы на должности губернского энтомолога ведёт активную переписку и обмен с ведущими энтомологами России и Европы, в том числе с Львом Шелюжком.
Собрал одну из крупнейших на Украине коллекций бабочек, которая составляла около 28 000 экземпляров. Коллекция охватывала чешуекрылых Волыни и других регионов Украины, а также Крыма, Боржоми (Грузия), Казикопарана (Турция), Дальнего Востока и других стран. При посредничестве Шелюжко эту коллекцию приобрёл Зоологический музей Киевского университета в 1934 году. В 1912 году Ксенжопольский опубликовал монографию, посвящённую дневным бабочкам «юго-западной России», первую в своём роде, где описал 155 видов Rhopalocera, а также 1 новый подвид и 18 аберраций.